# Valentina Marcucci
Pour les articles homonymes, voir Marcucci.
Valentina Marcucci née le 21 février 1998, est une joueuse de hockey sur gazon argentine. Elle évolue au poste de milieu de terrain à Lomas et avec l'équipe nationale argentine.

## Biographie
- Naissance à Buenos Aires
- Sœur de Tadeo Marcucci, également joueur de hockey sur gazon argentin.

## Carrière
- Débuts en équipe première le 13 février 2022 contre la Belgique à Buenos Aires dans le cadre de la Ligue professionnelle 2021-2022[2].

## Palmarès
- : 1re à la Ligue professionnelle 2021-2022.